# فرانشيسكا دا ريميني
فرانشيسكا دا ريميني أو فرانشيسكا دا بولينتا (توفيت بين 1283 و1286) كانت سيدة نبيلة من القرون الوسطى من رافينا (ربنة)، قُتلت على يد زوجها جيوفاني مالاتيستا بعد اكتشافه علاقتها الغرامية بشقيقه باولو مالاتيستا. وكانت معاصرة لدانتي أليغييري الذي صورها كشخصية في الكوميديا الإلهية.

## حياتها ووفاتها
هي ابنة غويدو الأول دا بولينتا من رافينا، تزوجت فرانشيسكا عام 1275 أو نحو عام 1275 بجيوفاني مالاتيستا الشجاع والأعرج (المعروف أيضًا باسم جيانشيوتو أو «جيوفاني الأعرج»)، وهو ابن مالاتيستا دا فيروكيو سيد ريميني. وقد كان الزواج سياسيًا، إذ كان غويدو في حالة حرب مع عائلة مالاتيستا، وكان زواج ابنته بجيوفاني وسيلة لتأمين السلام الذي جرى التفاوض عليه بين عائلتي مالاتيستا وبولينتا. وأثناء وجودها في ريميني وقعت في حب باولو شقيق جيوفاني الأصغر. وعلى الرغم من أن باولو كان متزوجًا أيضًا، إلا أنهما تمكنا من الاستمرار في علاقة غرامية لمدة عشر سنوات تقريبًا، حتى فاجأهما جيوفاني في النهاية في غرفة نوم فرانشيسكا في وقت ما بين الأعوام 1283 و1286 وقتل كليهما.

## فيالكوميديا الإلهيةلدانتي
تظهر فرانشيسكا كشخصية في جحيم دانتي، الجزء الأول من الكوميديا الإلهية، وتكون هي أول روح ملعونة في الجحيم وتُمنح دورًا جوهريًا في التحدث. وشهادة فرانشيسكا وإدانتها هي أول سجل تاريخي لها، ما وضع الأساس لذكراها وإرثها. ومن المرجح أن معرفة دانتي بفرانشيسكا تأتي من ابن أخيها غويدو نوفيلو دا بولينتا، الذي كان مضيف دانتي في رافينا في نهاية حياته.
في الجحيم 5 يلتقي دانتي وفيرجيل بفرانشيسكا وعشيقها باولو في الدائرة الثانية من الجحيم، المخصصة للشهوات. ويتعرض الاثنان لرياح عنيفة بطريقة تشابه سماحهما لأنفسهما بالانجراف بعيدًا بعواطفهما. ويقترب دانتي من فرانشيسكا وباولو. تبدأ فرانشيسكا رواية قصتهما بينما يبكي باولو في الخلفية. وتقدم نفسها أولًا ليس بالاسم، بل بالمدينة التي ولدت فيها؛ إن ارتباط فرانشيسكا الذاتي بالأرض يعني انفصالًا طوعيًا عن شخصيتها وتشييئًا لذاتها.
تنبع إدانة دانتي لفرانشيسكا من رفضها الكامل للفاعلية. في خطابها المقنع إلى دانتي تلوم فرانشيسكا الحب باعتباره المسؤول في خطيئتها. وتشرح فرانشيسكا أن باولو أحبها أولًا وتصف كيف أن «الحب الذي اشتعل بسرعة في القلب النبيل، استولى على هذا الشخص الجميل الذي أُخذ مني، وما زالت الطريقة تؤذيني». تصور نفسها كعامل متلقٍ، استسلمت لحب باولو لها. ويشير وصف فرانشيسكا للحب «الذي يستولي عليها» ضمنًا إلى أنها تعتبر نفسها ضحية عاجزة لظروفها. وتتابع قائلة: «الحب الذي لا يعفي أحدًا من الحب في المقابل، استولى عليّ لجماله بقوة، كما ترون، لا يزال لا يتخلى عني». وهنا تؤكد أن ردها بالمثل على حب باولو يمليه عليها «الحب» نفسه، وليس الحب الحقيقي الذي يأتي من الداخل. مرة أخرى تصور نفسها كضحية سلبية، وترفض الاعتراف بفاعليتها الخاصة. وأخيرًا توضح فرانشيسكا أن «الحب قادنا إلى موت واحد». ولا تقبل فرانشيسكا تحمل المسؤولية عن ظهور علاقتها ولا عواقبها.
من المهم أيضًا التأكيد على أن علاقة فرانشيسكا وباولو تعززت من خلال الأدب. إذ بدأت علاقة فرانشيسكا وباولو ببراءة أثناء قراءة قصة عن لانسلوت دو لاك. وأخبرت فرانشيسكا دانتي «قبلني عاشق عظيم جدًا، الذي لن ينفصل عني أبدًا، قبل فمي، وهو يرتجف تمامًا. كان غاليوتو هو الكتاب وهو الذي كتبه: في ذلك اليوم لم نقرأ هناك بعد ذلك». وتشير فرانشيسكا مرة أخرى إلى نفسها على أنها كائن سلبي وتعطي القوة للأدب الذي تقرأه. ومن المفارقات أنه لو أنهى باولو وفرانشيسكا القراءة لكانوا قد علموا أن علاقة غوينيفير ولانسلوت تدمر في النهاية مملكة الملك آرثر.
إن تصوير دانتي الأدبي لفرانشيسكا يسمح لها بأن تصبح مثالًا مناسبًا للفاعلية الأخلاقية. ويصور دانتي فرانشيسكا برأفة ويمنحها صوتًا مسيطرًا ومقنعًا. وفرانشيسكا «لم يقاطعها أبدًا أي صوت ذكر موثوق، سواء كان صوت الحاج أو الراوي، أو الأهم من ذلك صوت عشيقها، الذي كان حاضرًا بصمت في مكان الشهادة». بالإضافة إلى ذلك فإن قوة فرانشيسكا المقنعة مستمدة من لغتها التي تردد صدى شعر الحب، وخاصة من قصائد دانتي المبكرة. بهذه الطريقة تصبح فرانشيسكا انعكاسًا لدانتي نفسه. وفي نهاية شهادة فرانشيسكا أغمي على دانتي و«سقط كما تسقط الجثة». الموت الرمزي للحاج يوازي خضوع فرانشيسكا لرغباتها. وأصبحت فرانشيسكا «صورة رمزية لشخصية دانتي». والتعلم من أخطاء فرانشيسكا يسمح للحاج بتصحيح علاقته بالأدب. على الرغم من أن دانتي يدين فرانشيسكا، إلا أن تصويره الأدبي الرحيم يمنحها الكرامة والأهمية التاريخية التي حُرمت منها في الحياة الواقعية. وبعبارة أخرى فإن إرثها التاريخي يتجاوز إدانتها الأدبية.

## التلقي والإرث

### جيوفاني بوكاتشيو
في السنوات التي تلت تصوير دانتي لفرانشيسكا، بدأت الأساطير حول فرانشيسكا بالظهور. وكان من أهمها ما طرحه الشاعر جيوفاني بوكاتشيو حول الكوميديا الإلهية في تعليقه أبعاد الكوميديا لدانتي. صرح بوكاتشيو أن فرانشيسكا قد جرى خداعها للزواج بجيوفاني من خلال استخدام باولو كوكيل. وخوفًا من أن فرانشيسكا لن توافق أبدًا على الزواج من جيوفاني الأعرج، من المفترض أن يرسل غويدو في طلب باولو الأكثر وسامة بدلًا من جيوفاني. ولم تكتشف فرانشيسكا الخداع إلا في صباح اليوم التالي لحفل الزفاف. ومع ذلك فمن المحتمل جدًا أن تكون هذه النسخة من الأحداث ملفقة. وكان من المستحيل تقريبًا على فرانشيسكا ألا تعرف من هما جيوفاني وباولو، وأن باولو كان متزوجًا بالفعل، نظرًا إلى تعاملات الأخوين مع عائلة رافينا وفرانشيسكا. وقد ولد بوكاتشيو أيضًا عام 1313 أي بعد نحو 27 عامًا من وفاة فرانشيسكا، وبينما ردد العديد من معلقي دانتي بعد بوكاتشيو روايته للأحداث، لم يذكر أحد قبله شيئًا مشابهًا.

### التلقي الحديث
في القرن التاسع عشر ألهمت قصة باولو وفرانشيسكا العديد من التعديلات المسرحية والأوبرالية والسمفونية.
في عام 2023 أصدر الموسيقي هوزير أغنية «فرانشيسكا» كجزء من ألبومه كشف غير واقعي لعام 2023.

## الأعمال ذات الصلة

### الشِعر
لي هنت، قصة ريميني (1816)

### المسرح والأوبرا
- سيلفيو بيليكو، فرانشيسكا دا ريميني، مأساة (1818)
- فيليسيانو ستريبوني، فرانشيسكا دا ريميني، أوبرا في فصلين، نص لفيليس روماني (بادوفا 1823)
- لويجي كارليني، فرانشيسكا دا ريميني، أوبرا في فصلين، نص لفيليس روماني (نابولي 1825)
- سافيريو ميركادانتي، فرانشيسكا دا ريميني، أوبرا (مدريد 1831)
- بيترو جنرالي، فرانشيسكا دا ريميني، أوبرا، نص لباولو بولا (البندقية 1828)
- غايتانو كويليسي، فرانشيسكا دا ريميني، أوبرا في فصلين، نص لفيليس روماني (لوكا 1829)
- جوزيبي ستافا، فرانشيسكا دا ريميني، أوبرا في فصلين، نص لفيليس روماني (نابولي 1831)
- جوزيبي فورنييه-غوري، فرانشيسكا دا ريميني، أوبرا في فصلين، نص لفيليس روماني (ليفورنو 1832)
- جوزيبي تامبوريني، فرانشيسكا دا ريميني، أوبرا في ثلاثة فصول، نص لفيليس روماني (ريميني 1835)
- فرانشيسكو مورلاتشي، فرانشيسكا دا ريميني، أوبرا (مؤلفة لمدينة البندقية عام 1836، ولكنها لم تؤد)
- إيمانويل بورغاتا، فرانشيسكا دا ريميني، أوبرا في ثلاثة فصول، نص لفيليس روماني (جنوة 1837)
- جيواتشينو ماجليوني، فرانشيسكا دا ريميني، أوبرا (جنوة 1840)
- يوجين نوردال (اسم مستعار ليوهان أرنولد غروبر)، فرانشيسكا دا ريميني، أوبرا لتكريم باولو بولا (لينز 1840؛ جرى أداؤها بعد وفاته)
- سلفاتوري بابارلادو، فرانشيسكا دا ريميني، أوبرا في أربعة فصول (جنوة 1840؛ لم تؤد)